# 人腿
人类腿部，或称人腿，一般指的是人体的整个下肢部分，包括足部、大腿甚至髋关节等。人体解剖学中英语“leg”的定义仅指从膝到踝的下肢部分，即小腿，汉语也称为胫（shank）；汉语“腿”则涵盖了大腿和小腿，为胫和股的总称。
腿部在站立以及进行舞蹈等各种活动中都会用到，也占据了人体的很大一部分重量。女性的腿通常来说具有较大的人体解剖学方位与胫股角度，但是股骨和胫骨的长度通常短于男性。